# Naan
Naan, nan (tiếng Hindi: नान, đã Latinh hoá: nān) hay khamiri là một loại bánh mì cắt lát chứa bột nở, nướng lò thịnh hành trong ẩm thực tại các quốc gia vùng Trung Đông, Trung Á và Nam Á.

## Từ nguyên
Từ "naan" xuất hiện sớm nhất trong tiếng Anh năm 1810, trong chuyến du lịch của William Tooke. Từ nān, trong tiếng Ba Tư, nghĩa là 'bánh mì' (tiếng Uzbek non/нон) đã được chứng thực trong tiếng Ba Tư trung cổ/Pahlavi như n'n 'bánh mì, thức ăn'. Hình thức chính nó có gốc trong ngữ chi Iran; hình thái cùng nguồn gốc bao gồm tiếng Parthia ngn, tiếng Baloch nagan, tiếng Sogdia nγn-, tiếng Pashto nəγan 'bánh mì'.
Hình thái naan có phân bố rộng rãi, được vay mượn từ một loạt các ngôn ngữ nói tại Trung Á và Nam Á, nơi mà nó thường dùng để chỉ một loại bánh mỳ cắt lát. Chính tả naan lần đầu tiên được chứng nhận vào năm 1979, và từ đó đã trở thành chính tả tiếng Anh bình thường.

## Mô tả

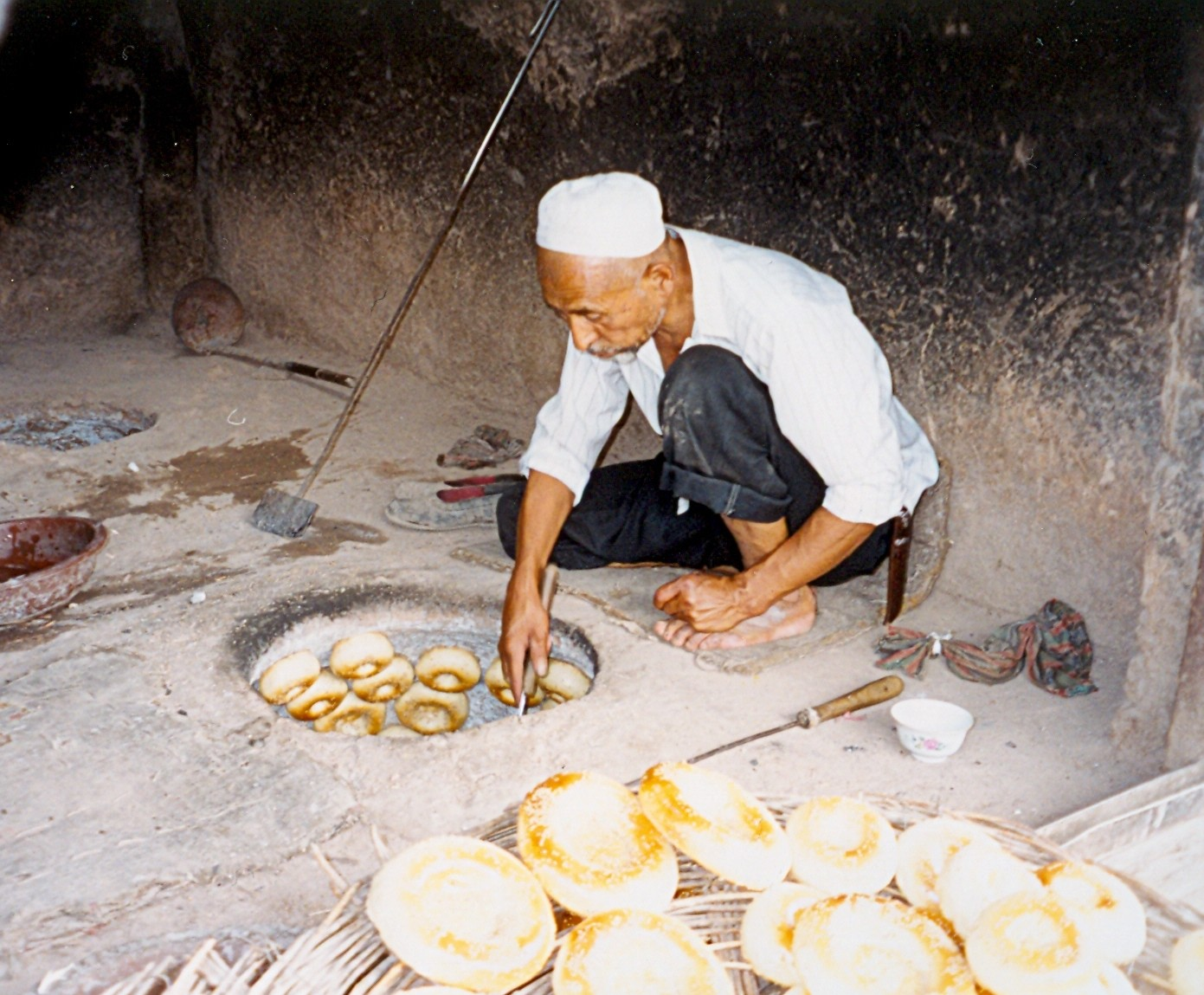
Một thợ làm bánh naan người Uyghur tại Kashgar

Cách chế biến quen thuộc nhất và sẵn có của naan ở các nước phương Tây giống cách chế biến Nam Á. Tại Iran, từ ngữ căn bản khởi nguồn từ đây, nān (نان) không mang theo bất kỳ ý nghĩa đặc biệt, vì nó chỉ đơn thuần là từ ngữ chung cho bất kỳ loại bánh mì nào, cũng như ở các quốc gia Tây Á khác hoặc những nhóm dân tộc trong khu vực, chẳng hạn như giữa người Kurd, người Thổ Nhĩ Kỳ, Azerbaijan (cả Azerbaijan và Iran),... Naan tại nhiều nơi ở Nam Á thường dùng để chỉ một loại bánh mỳ cắt lát dày cụ thể (một loại bánh mỳ dẹt nổi tiếng khác là chapati). Nói chung, nó giống pita và, như bánh mỳ pita, thường cho bột nở vào với nấm men hoặc với bánh mì lên mem (bột naan lên men còn sót lại từ mẻ bánh trước đó); bột không lên men (tương tự như sử dụng cho roti) cũng được sử dụng. Naan được nấu chín bằng lò đất tandoor, từ đây cách nấu tandoori làm nên tên gọi của món. Phân biệt với roti, thường được nấu trên một vỉ sắt phẳng hoặc hơi lõm gọi là tava. Công thức nấu hiện đại đôi khi thay thế bột nổi cho nấm men. Sữa hoặc sữa chua cũng có thể được sử dụng để truyền đạt mùi vị riêng biệt cho naan. Sữa sẽ được dùng thay vì nước, khiến cho miếng bánh dễ ăn, hàm lượng bột mềm hơn. Ngoài ra, khi bánh mì lên men (trong đó có cả nấm men và lactobacilli) được sử dụng, sữa có thể trải qua quá trình lên men lactic vừa phải.
Thông thường, món ăn được phục vụ nóng và phết bơ loãng hoặc bơ. Nó có thể được dùng để ăn kèm món ăn khác, hoặc được nhồi bằng cách đổ đầy. Ví dụ, keema naan được nhồi với một hỗn hợp thịt băm nhỏ (thường là thịt cừu hoặc thịt dê); biến thể khác là peshawari naan (peshwari tại Anh). Peshawari naan và Kashmiri naan được đổ đầy với một hỗn hợp các loại quả hạch và nho khô; ở Pakistan, roghani naan được rắc hạt mè; Kulcha là một kiểu khác. Amritsari naan còn gọi là amritsari kulcha được nhồi với khoai tây nghiền, hành tây (tùy chọn) và nhiều loại gia vị. Gia vị có thể có trong bột naan bao gồm thì là và hạt mao lương. Món ăn balti tại Pakistan thường được ăn kèm với bánh naan, và được nấu bằng loại chảo karack lớn hoặc naan dọn bàn, dễ dàng chia sẻ giữa các nhóm lớn.
Một công thức naan điển hình liên quan đến việc hòa trộn bột trắng với muối, một nền văn hóa nấm men, và đủ sữa chua để làm cho bột mịn, dẻo. Bột được nhào nặn vài phút, sau đó đặt sang một bên cho nở ra trong vài giờ. Sau khi nở ra, bột được vo thành những quả bóng (khoảng 100 grams hoặc 3,5 oz mỗi quả), được cán phẳng và nấu chín. Trong ẩm thực Pakistan, naan thường được tô điểm với tinh chất thơm, chẳng hạn như hoa hồng, khus (hương căn thảo), hoặc với bơ hoặc bơ loãng tan chảy vào bánh. Hạt mao lương thường được thêm vào bánh naan, cách nấu trong nhà hàng Ấn Độ trên khắp nước Anh.
Nho khô và gia vị có thể thêm vào bánh mì nhằm gia tăng hương vị. Naan cũng có thể bao phủ bằng, hoặc phục vụ như lớp bao bọc trên bề mặt món thịt, rau hay pho mát khác nhau. Phiên bản này đôi khi được chuẩn bị như thức ăn nhanh. Món bánh này cũng có thể nhúng vào súp như dal, và ăn kèm với sabzis (còn được gọi là shaakh).
Naan bya tại Burma đôi khi phục vụ tại bữa ăn sáng với trà hoặc cà phê. Chiếc bánh tròn, mềm mại, và phồng rộp, thường phết bơ, hoặc với pè byouk (đậu luộc) bên trên, hoặc nhúng vào hseiksoup (súp thịt cừu).
Bánh pizza naan là một loại pizza mà naan được dùng như lớp vỏ thay vì bột bánh pizza truyền thống. Đầu bếp và công ty như Nigella Lawson, Whole Foods và Wegmans cung cấp công thức nấu cho người dân để làm naan bánh pizza của mình tại nhà.

## Món bánh naan kẹp thịt
Bánh naan kẹp thịt là một loại bánh hamburger ăn kèm bánh mỳ naan. Bánh naan burger có thành phần rất tương tự như bánh mì kẹp thịt bình thường, nhưng đôi khi được chế biến bằng thịt xông khói. Việc dùng bánh mỳ cắt lát tạo ra một trải nghiệm hương vị khác nhau từ bánh kẹp thịt làm từ bánh mỳ. Một số bánh naan kẹp là món chay, không chứa thịt.

### Nguồn gốc

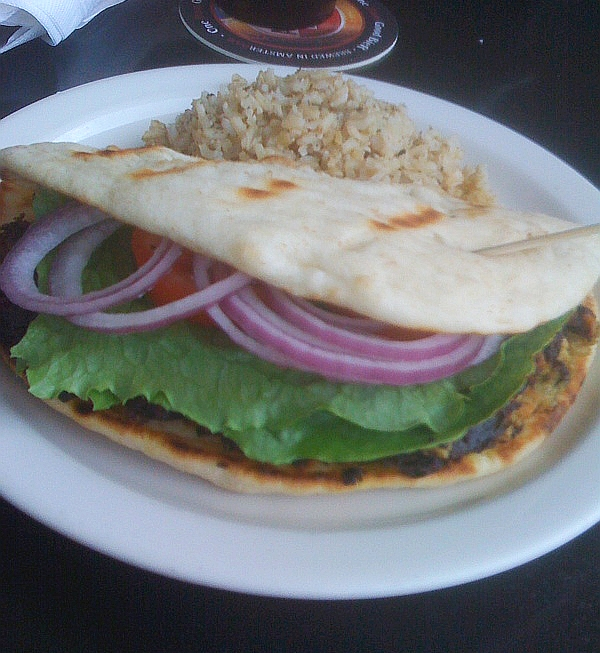
Bánh naan kẹp chay

## Hình ảnh

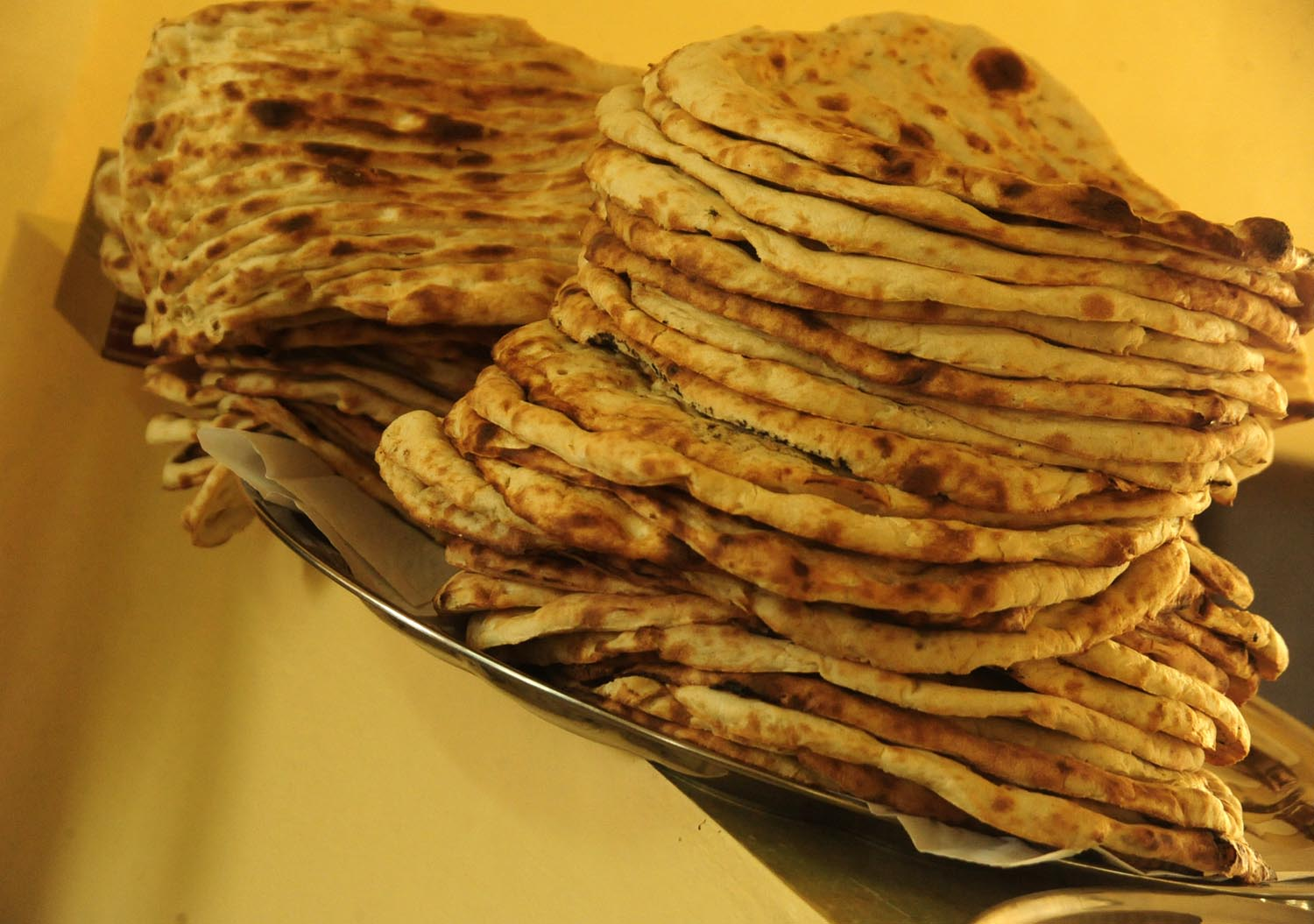
Bánh naan trong ẩm thực Afghanistan
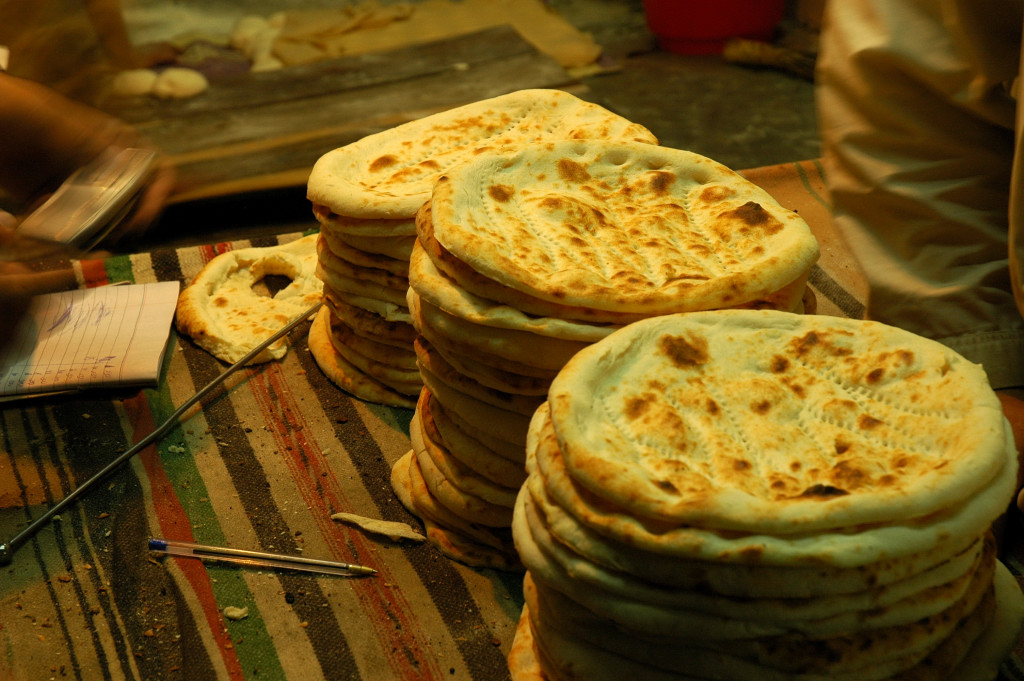
Naan mới nướng ra từ lò tandoor tại Karachi, Pakistan
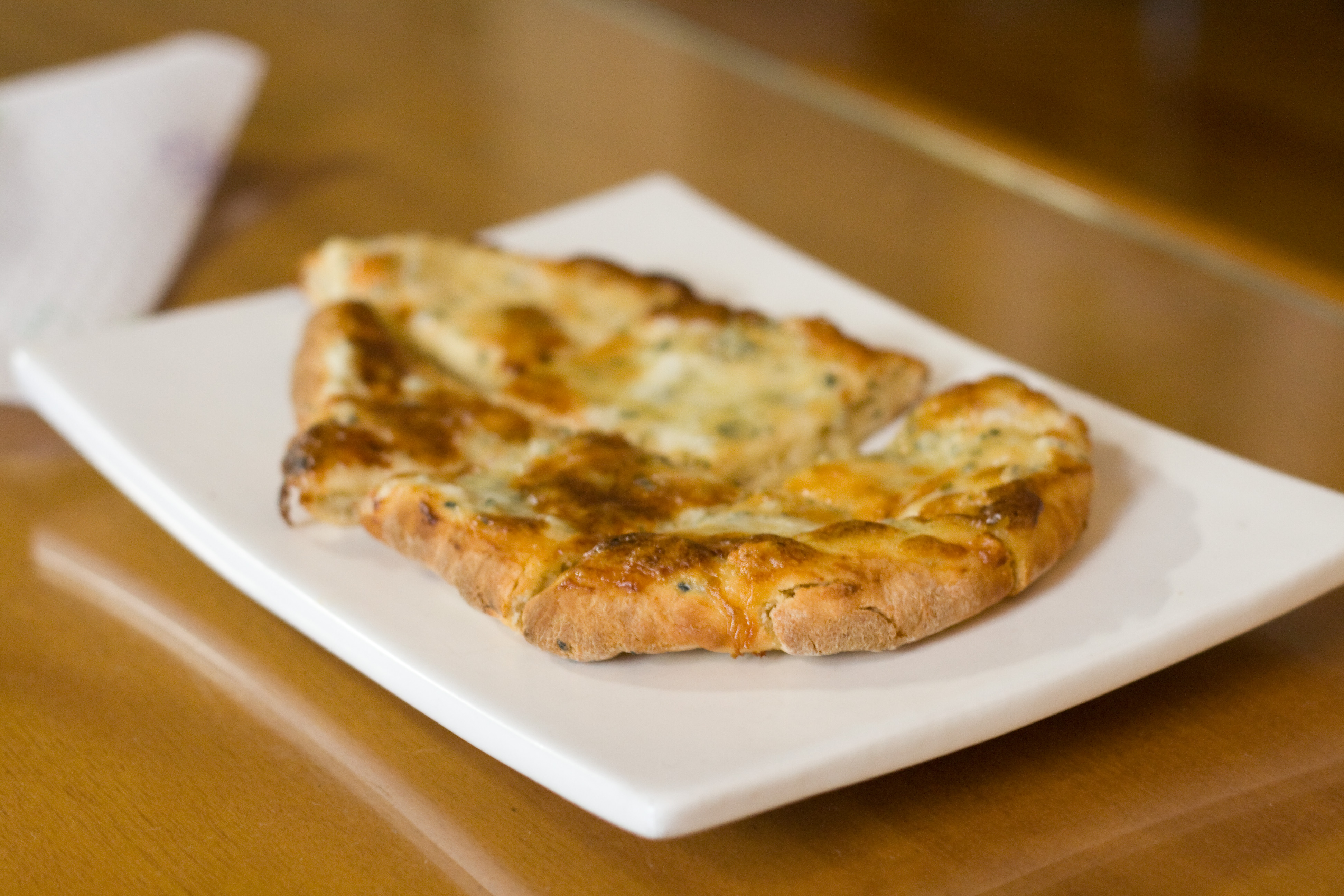
naan ăn kèm pho mát
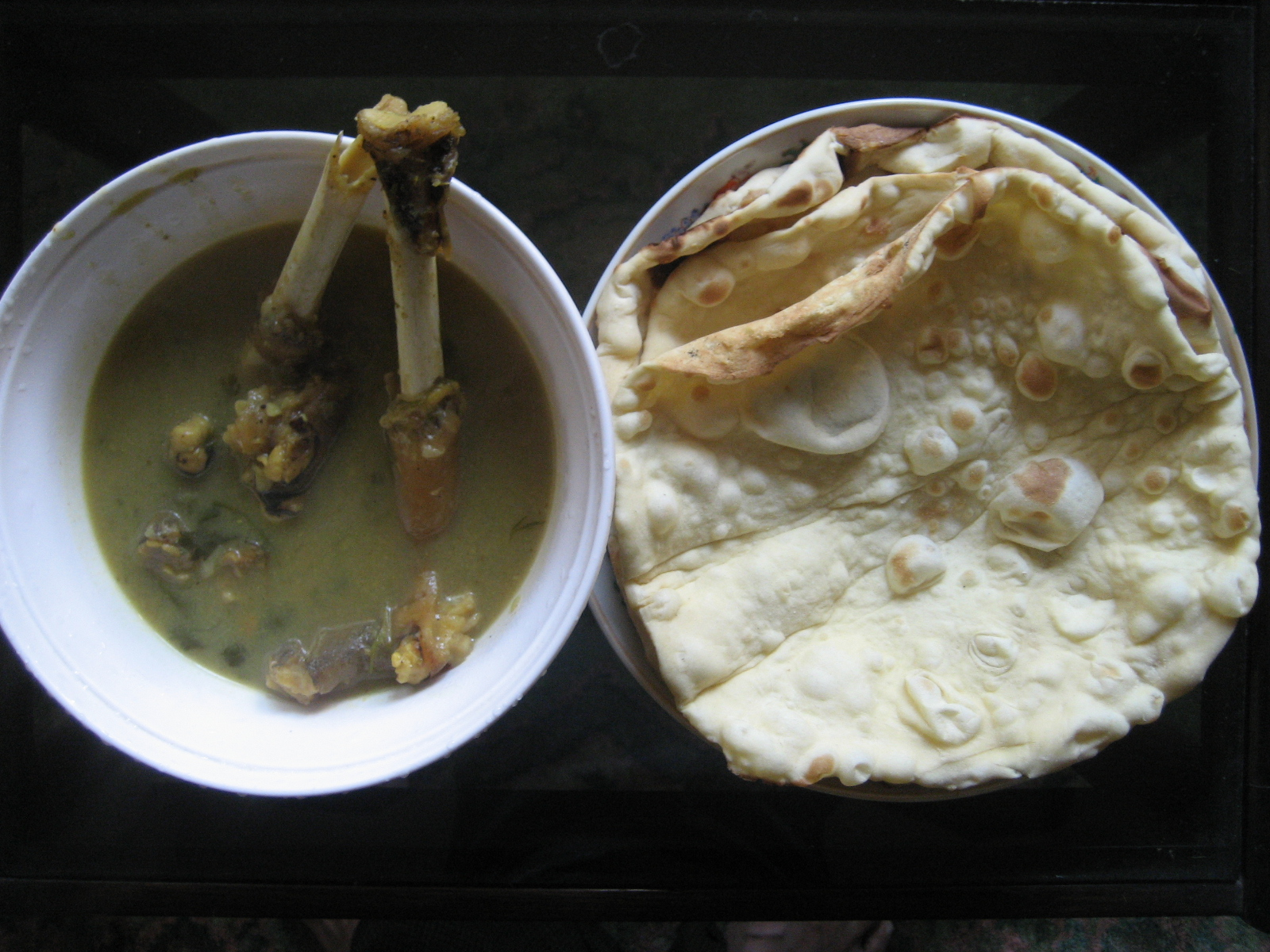
Naan paya với súp thịt cừu, đôi khi phục vụ trong bữa ăn sáng tại Myanmar
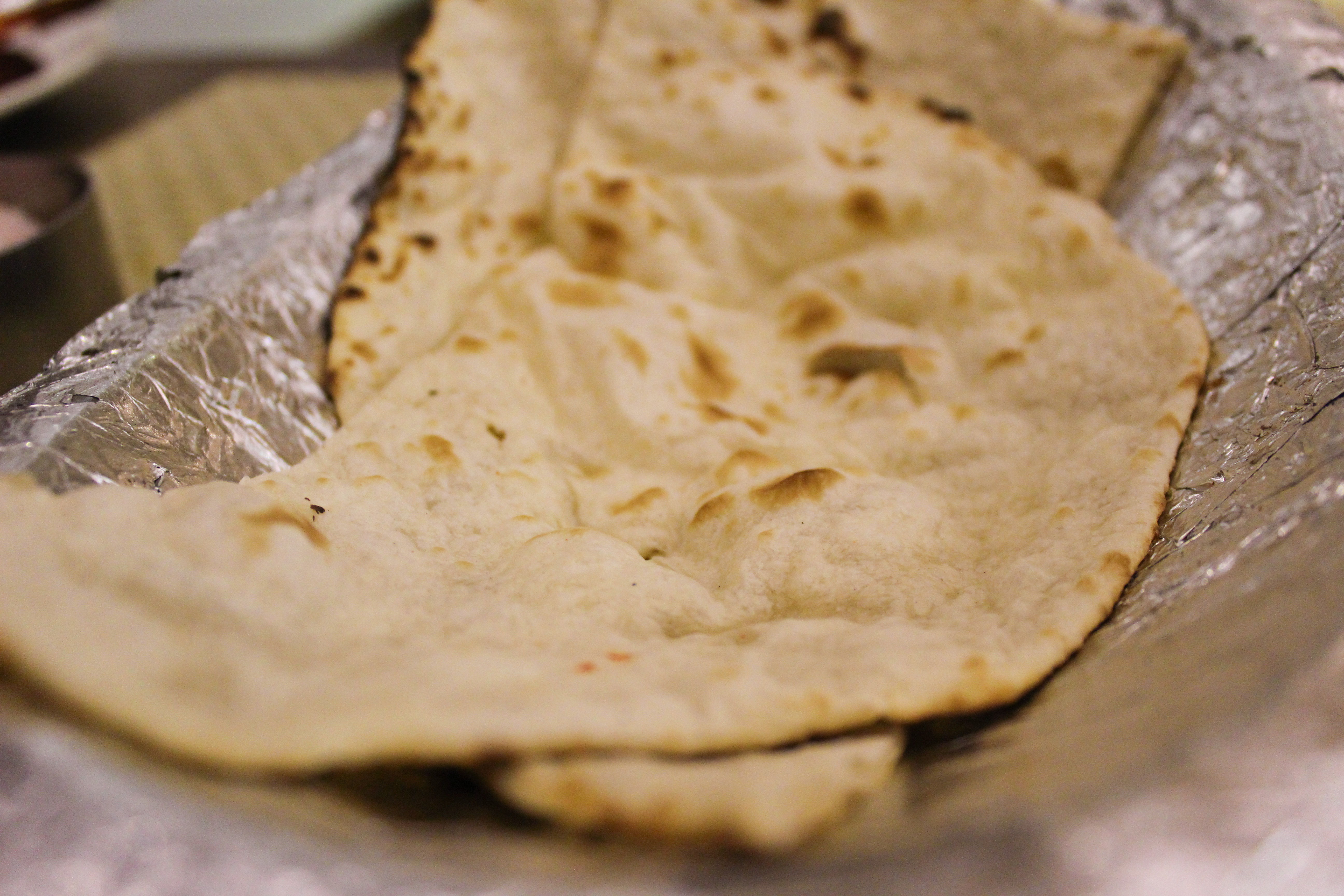
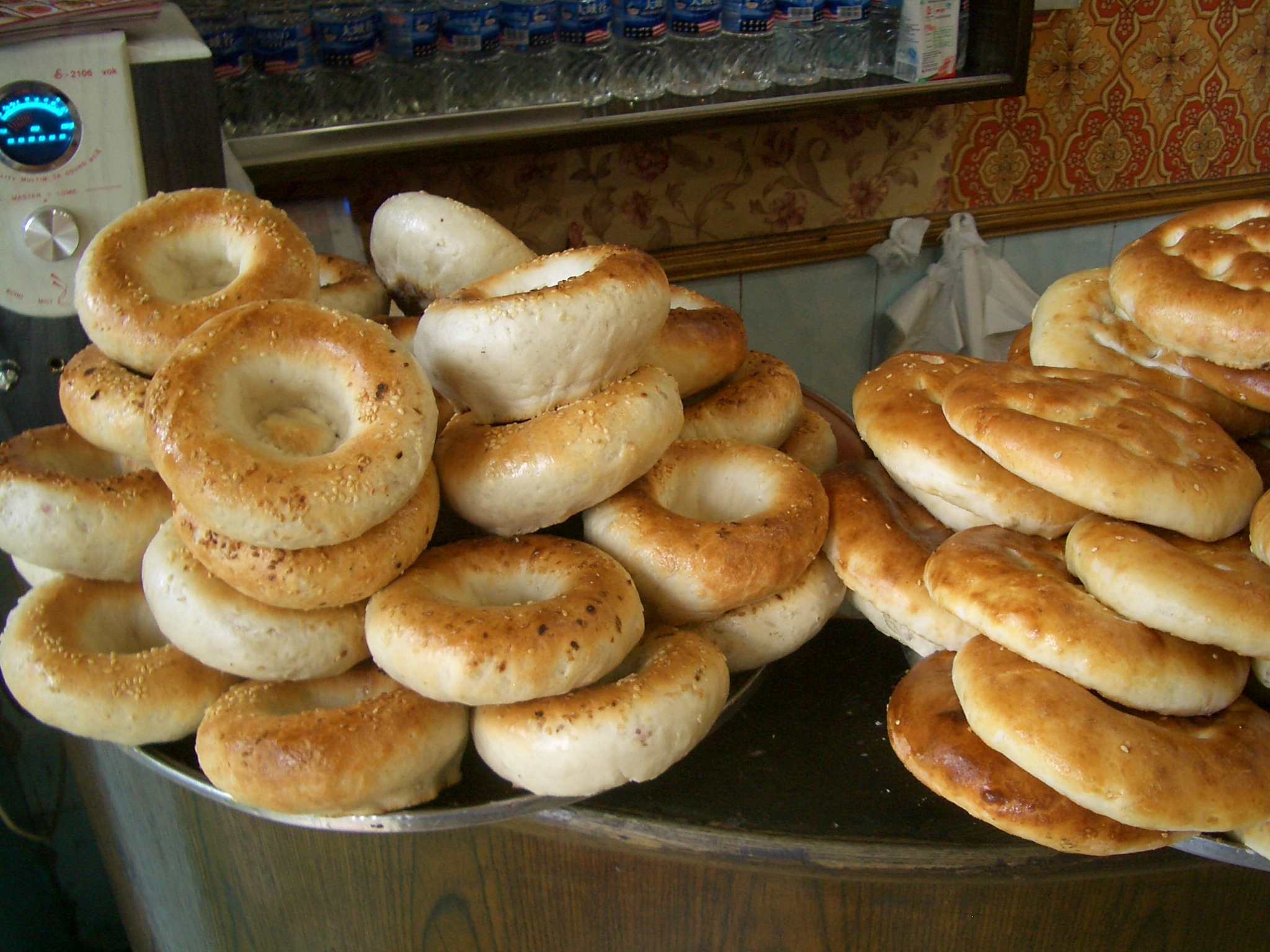